# Roberto Lindl
Roberto Antonio Lindl Romero (Concepción, 8 de junio de 1967), conocido como Titae, es un músico chileno, bajista de las bandas Los Tres, Ángel Parra Trío y ocasionalmente de la agrupación electrónica Bitman & Roban.
Hijo de Werner Lindl, austriaco nacionalizado chileno, primer contrabajista de la Orquesta Sinfónica de la Universidad de Concepción durante 45 años y formador de varias generaciones de contrabajistas, y de María Angélica Romero, exprofesora de francés e integrante del coro de la Universidad de Concepción.
Estudió en el colegio Alianza Francesa de Concepción. Por iniciativa de su padre, comenzó estudios de piano y contrabajo. Después, continuó sus estudios en Austria en el Mozarteum y luego en la Universidad Católica, desde donde egresó con nota máxima.

## Biografía
Su primera banda se llamó Los Dick Stones, formada en 1983 junto a Álvaro Henríquez.
En 1984, y aprovechando su ascendencia austríaca, se instaló en Salzburgo para estudiar contrabajo clásico y tocar en ensambles y orquestas. De vuelta en Chile se inclinó por el jazz, en la escena penquista, tocando con los pianistas Marlon y Moncho Romero, y actuando en jams. En algunas de esas sesiones participaba el guitarrista Ángel Parra, quien pronto se uniría a los ensayos rockandrolleros comandados por Henríquez. 
Tiene un hijo llamado Simón.

### Los Tres

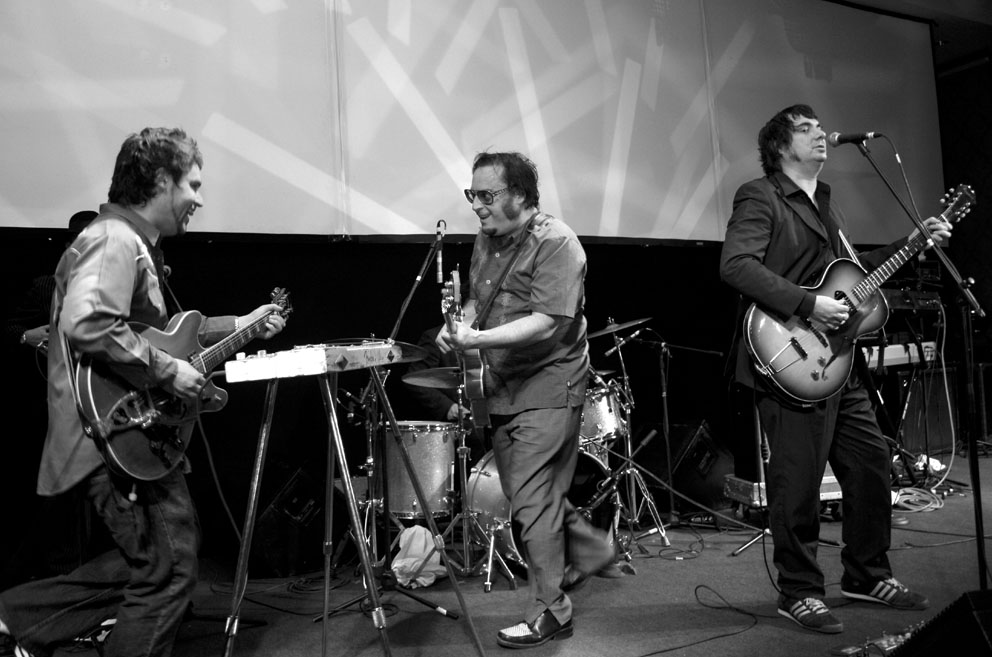
Titae (al centro) en un concierto con Los Tres en 2006.

La historia de Lindl al interior de Los Tres se extendió por toda la década y su colaboración con Henríquez se tradujo en piezas de coautoría, a veces más a veces menos, para títulos como “La primera vez” o “Amores incompletos” (Los Tres, 1991); “Déjate caer” o “La espada y la pared” (La espada y la pared, 1995); “Claus” o “Largo” (Fome, 1997); y “El rey del mariscal” o “No me falles” (La sangre en el cuerpo, 1999). Entre las giras y actuaciones de Los Tres viajaba además un contrabajo y mientras el cuarteto rock descansaba, un trío bop volvía a trabajar: Parra, Lindl y Molina aparecían como entidad aparte, cambiando el switch hacia el swing y las preferencias sobre Parker, Monk o Montgomery. Se consolidaba el Ángel Parra Trío.
Tras el desplome de Los Tres en 2000, mantuvo su inclinación al jazz, llegando a editar una serie de álbumes junto a Ángel Parra, sumándose posteriormente el baterista Moncho Pérez. En esta etapa, Lindl compuso piezas como “Patana”, “Trimno”, “Así pasa cuando sucede” y “Angélica y Werner”.
Su carrera seguiría con múltiples apariciones: desde el proyecto de revaloración de los músicos porteños (en "Una noche en el Cinzano" de 2002, y "Otra noche en el Cinzano" de 2007), el trío de Carlos Silva (en Solo, dúo, trío, 2003) y el grupo Doce Monos, hasta el liderazgo de cuartetos y quintetos de jazz chilenísimo, junto a hombres como el trombonista Héctor Parquímetro Briceño o el trompetista Ricardo Barrios y su colaboración con el dúo electrónico Bitman & Roban.

### Ángel Parra Trío
En 1991, Titae cofunda junto con Ángel Parra, guitarrista de Los Tres, la agrupación de jazz Ángel Parra Trío, que se mantiene activa hasta la actualidad, actuando en paralelo con Los Tres.

## Discografía

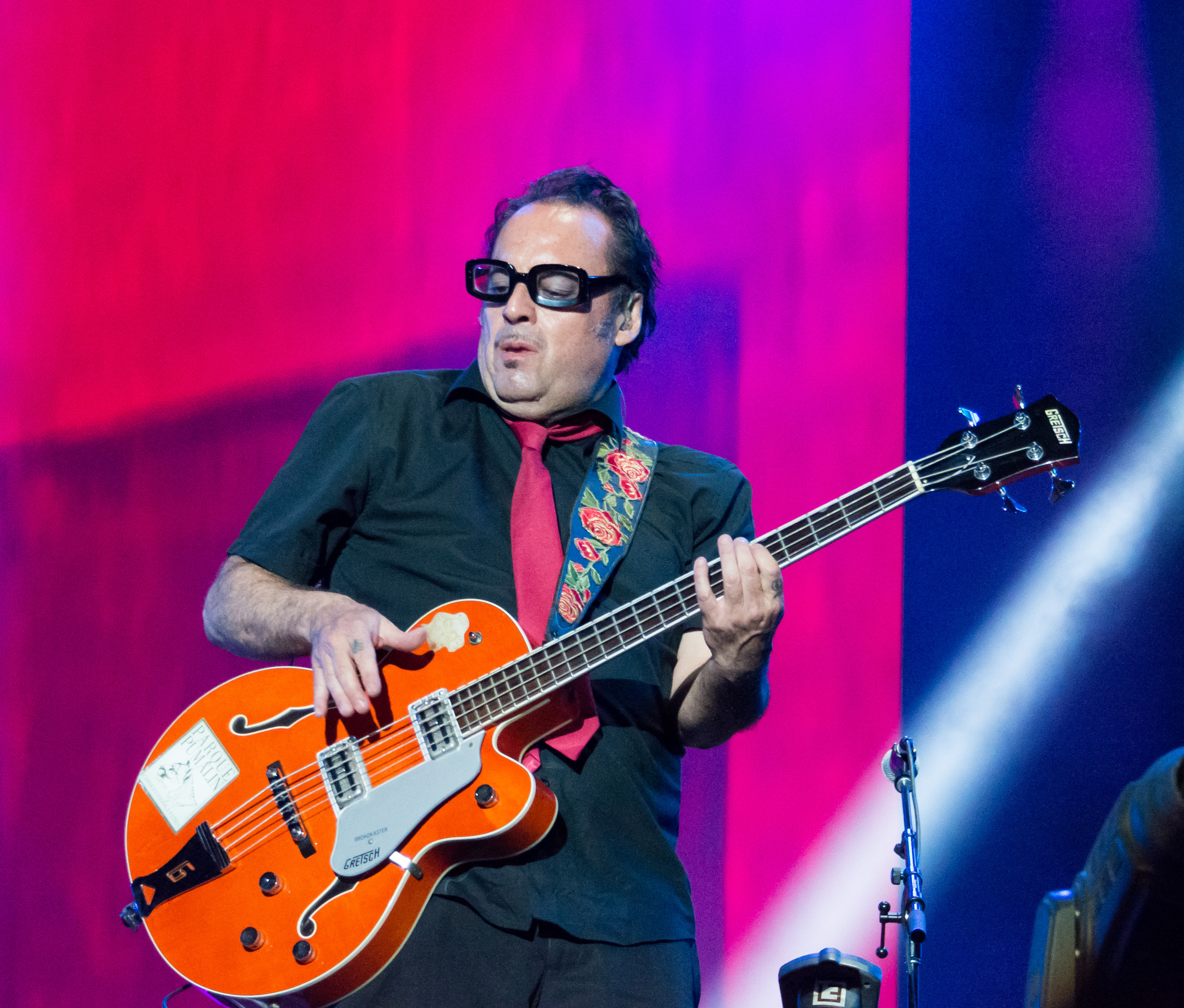
Roberto Lindl durante un concierto de Los Tres en 2020.

### Con Los Tres
- 1991 - Los Tres
- 1993 - Se remata el siglo
- 1995 - La espada & la pared
- 1996 - Los Tres MTV Unplugged
- 1996 - La Yein Fonda
- 1997 - Fome
- 1998 - Peineta
- 1999 - La sangre en el cuerpo
- 2000 - Freno de mano
- 2006 - Grandes éxitos
- 2006 - Hágalo usted mismo
- 2008 - Arena
- 2010 - Coliumo
- 2015 - Por Acanga

### Con Ángel Parra Trío
- 1992 - Ángel Parra Trío
- 1995 - Patana
- 1996 - Piscola Standards
- 1998 - Tequila!!!
- 2000 - No junta ni pega
- 2002 - La hora feliz
- 2003 - Vamos que se puede
- 2005 - Playa solitaria
- 2007 - Un año más
- 2009 - Espérame!!!

### Colectivos
- 2009 - Roberto Parra: Invocado

### Colaboraciones
- 1993 - Todo el amor (de Ángel Parra)
- 1994 - Boleros (de Ángel Parra)
- 1994 - Los náufragos (de Ángel Parra y Miguel Littín)
- 2021 - Canciones para conversar con la muerte (de Pablo Ilabaca)

## Publicaciones
- Los tr3s, Historia en imágenes. 2011. Lindl Roberto, ISBN 9789562848237.[6]